# Papegøjenæb (værktøj)
 For alternative betydninger, se Papegøjenæb. (Se også artikler, som begynder med Papegøjenæb)
Papegøjenæb har flade, krummede kæber, hvis gab kan reguleres trinvis. Den kaldes også for polygriptang, vandpumpetang eller papegøjetang.
Blandt glarmestre betegner det en tang med let vinkelbøjede kæber, der anvendes til afbrækning af glaskanter.